# Sony Ericsson K610im
Sony Ericsson K610im為Sony Ericsson於2006年10月15日所推出的3G手機，內建200萬畫素相機。此機為Sony Ericsson專為I-Mode所研發的，且也是在台灣遠傳電信的獨賣機種